# Periodična funkcija
Periodična funkcija je funkcija v matematiki, katere vrednosti se periodično ponavljajo. Značilni primer periodičnih funkcij so trigonometrične funkcije.
Za periodično funkcijo s periodo {\displaystyle P} velja:
{\displaystyle f(x)=f(x+P)\,} za vsak {\displaystyle x} na definicijskem območju funkcije. Če obstaja najmanjša pozitivna vrednost {\displaystyle P}, se ta imenuje osnovna perioda funkcije. Konstantna funkcija tako ni periodična.